# Franz May (Politiker, 1869)
Franz May (* 1869; † Oktober 1938 in Bremen) war ein deutscher Kaufmann, Politiker und Senator im Senat der Freien Hansestadt Bremen.

## Biografie
May war als Kaufmann Teilhaber der Bremer Metallwaren- und Hausratsfirma Meyer & Weyhausen am Schüsselkorb 22. Er war von 1922 bis 1932 Präsident vom Zentralverband Hartwarenhandel, einem Fachverband des deutschen Eisenwaren- und Hausrathandels.
May war von 1920 bis 1925 parteiloser Senator im bürgerlichen Senat der Freien Hansestadt Bremen unter dem parteilosen Präsidenten des Senats Martin Donandt. 